# Vertretung des Landes Baden-Württemberg bei der Europäischen Union
Die Vertretung des Landes Baden-Württemberg bei der Europäischen Union ist Teil des Staatsministeriums Baden-Württemberg. Sie hat ihren Sitz im Europaviertel in Brüssel, in der Rue Belliard 60–62. Die Landesvertretung ist Bindeglied zwischen dem Land Baden-Württemberg und der Europäischen Union.

## Behörde
Die Vertretung des Landes Baden-Württemberg bei der Europäischen Union ist Teil des Staatsministeriums. Sie wurde bereits am 1. Januar 1987 als „Büro Baden-Württemberg“ eröffnet. Ihr erster Leiter war Wilfried Baur, der das Büro in Brüssel aufbaute. Ihm folgte Wolfgang Dietz. Im Jahr 2003 zog die Vertretung von einem kleineren Gebäude am Square Vergote an ihren heutigen Standort an der Rue Belliard im Brüsseler Europaviertel. Auf den dritten Leiter der Vertretung, Richard Arnold, folgte ab 1. Mai 2010 Nicola Schelling als Leiterin. Im Mai 2012 wurde Johannes Jung zum Leiter bestellt. Die Vertretung wird als Abteilung des Staatsministeriums geführt. Von 2011 bis 2016 lag die Zuständigkeit beim damaligen Ministerium der Justiz und für Europa. Seit dem 1. April 2018 ist Bodo Lehmann der Leiter der Landesvertretung Baden-Württemberg bei der Europäischen Union.
Alle Ministerien der Landesregierung ordnen Ressortbeauftragte ihres Hauses an die Landesvertretung ab. Es gibt folgende Fachministerien/Arbeitsbereiche innerhalb der Landesvertretung:
- Recht und Justiz
- Finanzen
- Inneres, Digitalisierung und Migration
- Kultus, Jugend und Sport
- Wissenschaft, Forschung und Kunst
- Umwelt, Klima und Energie
- Soziales und Integration
- Wirtschaft und Arbeit
- Ländlicher Raum und Verbraucherschutz
- Verkehr
- Staatsministerium

Ferner befinden sich in der Landesvertretung Baden-Württemberg Büros des Landtages sowie des Ministerpräsidenten.

## Aufgaben
Die Landesvertretung repräsentiert das Land und vertritt die Interessen von Baden-Württemberg bei der Europäischen Union. Dazu unterhält die Landesvertretung enge Kontakte zur Europäischen Kommission, zum Europäischen Parlament und zum Ministerrat. Auch gute Beziehungen zu den übrigen deutschen Landesvertretungen, der Ständigen Vertretung der Bundesrepublik Deutschland bei der Europäischen Union sowie den in Brüssel angesiedelten Kommunalbüros, Interessenvertretungen und -verbänden sowie der Nichtregierungsorganisationen sind für die Tagesarbeit von großer Bedeutung.
Aufgaben der Landesvertretung sind unter anderem:
- Informationen der Landesregierung aus erster Hand über aktuelle Vorgänge bei der Europäischen Union
- Informationen der Europäischen Institutionen sowie der Brüsseler Akteure über die europapolitischen Positionen der Landesregierung
- Politische Bildung zu europapolitischen Fragen gegenüber Besuchergruppen aus Baden-Württemberg
- Repräsentation der Traditionen und Kulturgüter Baden-Württembergs
- Beratung und Unterstützung baden-württembergischer Bürgerinnen und Bürger, Verbänden und Unternehmen bei der Kontaktaufnahme mit EU-Stellen

In der Landesvertretung finden jährlich ca. 300 Veranstaltungen unterschiedlicher Größe und Zielrichtung statt. Angemeldete Besuchergruppen bekommen eine Führung, bei der die Arbeit der Landesvertretung vorgestellt wird.

## Räumlichkeiten
In der Landesvertretung in Brüssel lässt sich ein Stück Baden-Württemberg erleben. Neben dem großen Europa-Saal findet man drei Seminarräume mit den Namen Karlsruhe, Stuttgart und Mannheim. Auch die typisch baden-württembergische Schwarzwaldstube hat in der Landesvertretung ihren Platz.
Im November 2018 begannen Baumaßnahmen für die Erweiterung der Landesvertretung von Baden-Württemberg um ein Nachbargebäude. Dieses wurde 2012 vom Land erworben und soll bis 2020 insbesondere die Möglichkeiten im Veranstaltungsbereich vergrößern. In den Obergeschossen des Gebäudes werden das Goethe-Institut und die Repräsentanzen einiger baden-württembergischer Unternehmen ihren Platz bekommen.